# Günaydın
Günaydın ist ein türkischer weiblicher und männlicher Vorname sowie Familienname, gebildet aus den Elementen gün (der Tag) und aydın (hell, klar).

## Namensträger

### Familienname
- Deste Günaydın (* 1957), türkisch-alevitische Sängerin
- Engin Günaydın (* 1972), türkischer Schauspieler
- Erol Günaydın (1933–2012), türkischer Schauspieler
- Yusuf Ziya Günaydın (* 1949), türkischer Unternehmer und Kommunalpolitiker